# Деніел Джеббісон
Деніел Девід Джеббісон (англ. Daniel David Jebbison; нар. 11 липня 2003, Оквілл, Канада) — англійський футболіст ямайського походження, нападник клубу «Борнмут».

## Клубна кар'єра
Народився в Оквіллі, Канада, де і почав займатись футболом у академії «АНБ Футбол». 2017 року переїхав з матір'ю в Англію. У 2018 році став гравцем футбольної академії клубу «Шеффілд Юнайтед». 24 грудня 2020 року відправився в короткострокову оренду до клубу «Чорлі» з Національної ліги, за який провів 2 матчі.
8 травня 2021 року Джеббісон дебютував в основному складі «Шеффілд Юнайтед» у матчі Прем'єр-ліги проти «Крістал Пелас» (0:2). 16 травня 2021 року в матчі Прем'єр-ліги проти «Евертона» Деніел забив свій перший гол за клуб на 7-й хвилині. Цей гол став переможним для «клинків», а Джеббісон у віці 17 років і 309 днів став наймолодшим гравцем в історії клубу, який вийшов у стартовому складі в матчі Прем'єр-ліги, а також наймолодшим автором голу в Прем'єр-лізі, який забив у своєму дебютному матчі у старті. 21 травня він підписав свій перший професійний контракт з клубом.
31 серпня 2021 року Джеббісон на правах оренди приєднався до клубу Першої ліги «Бертон Альбіон».  11 вересня він дебютував за клуб, вийшовши з лавки запасних у матчі проти «Джиллінгема», який завершився внічию 1:1.  Кілька тижнів потому, 28 вересня, Джеббісон забив свій перший гол за «Бертон» у домашньому матчі проти «Портсмута» (2:1).
31 січня 2022 року «Шеффілд Юнайтед» відкликав Джеббісона з оренди.

## Кар'єра у збірній
Через своє походження може виступати за збірні Англії, Ямайки та Канади.
29 березня 2021 року Джеббісон провів свій єдиний матч за юнацьку збірну Англії до 18 років у матчі проти збірної Уельсу (2:0), а вже 2 вересня 2021 року дебютував за збірну Англії до 19 років у товариській грі проти Італії (2:0).
Наступного року Деніел з командою поїхав на юнацький чемпіонат Європи 2022 року в Словаччині, де зіграв у 3 матчах, відзначився голом у грі групового етапу проти Сербії (4:0) і допоміг своїй команді стати чемпіоном Європи.

## Досягнення
- Переможець юнацького чемпіонату Європи до 19 років: 2022